# Zemgus Girgensons
Zemgus Girgensons, född 5 januari 1994, är en lettisk professionell ishockeyforward som spelar för Buffalo Sabres i NHL.
Han har tidigare spelat för Rochester Americans i American Hockey League (AHL) och Dubuque Fighting Saints i United States Hockey League (USHL).
Girgensons draftades i första rundan i 2012 års draft av Buffalo Sabres som 14:e spelare totalt.
Sedan 2018 är han delägare, tillsammans med bland andra Dan Bylsma, Peter Chiarelli och Johnny Gaudreau, i sitt gamla lag Dubuque Fighting Saints.

## Statistik
| Källa: Utv = Utvisningsminuter Uppdaterad: 2023-04-15 | Källa: Utv = Utvisningsminuter Uppdaterad: 2023-04-15 | Källa: Utv = Utvisningsminuter Uppdaterad: 2023-04-15 |                               | Grundserie                    | Grundserie                    | Grundserie                    | Grundserie                    | Grundserie                    |                               | Slutspel                      | Slutspel                      | Slutspel                      | Slutspel                      | Slutspel                      |                               |
| Säsong                                                | Lag                                                   | Liga                                                  | Matcher                       | Mål                           | Assist                        | Poäng                         | Utv                           | Matcher                       | Mål                           | Assist                        | Poäng                         | Utv                           |                               |                               |                               |
| ----------------------------------------------------- | ----------------------------------------------------- | ----------------------------------------------------- | ----------------------------- | ----------------------------- | ----------------------------- | ----------------------------- | ----------------------------- | ----------------------------- | ----------------------------- | ----------------------------- | ----------------------------- | ----------------------------- | ----------------------------- | ----------------------------- | ----------------------------- |
| 2009–2010                                             | Green Mountain Glades                                 | EMJHL                                                 | 19                            | 17                            | 12                            | 29                            | 6                             | —                             | —                             | —                             | —                             | —                             |                               |                               |                               |
|                                                       | Green Mountain Glades                                 | EJHL                                                  | 23                            | 11                            | 17                            | 28                            | 13                            | 2                             | 0                             | 2                             | 2                             | 0                             |                               |                               |                               |
| 2010–2011                                             | Dubuque Fighting Saints                               | USHL                                                  | 51                            | 21                            | 28                            | 49                            | 46                            | 11                            | 3                             | 5                             | 8                             | 8                             |                               |                               |                               |
| 2011–2012                                             | Dubuque Fighting Saints                               | USHL                                                  | 49                            | 24                            | 31                            | 55                            | 69                            | 2                             | 2                             | 2                             | 4                             | 0                             |                               |                               |                               |
| 2012–2013                                             | Rochester Americans                                   | AHL                                                   | 61                            | 6                             | 11                            | 17                            | 28                            | 3                             | 3                             | 0                             | 3                             | 0                             |                               |                               |                               |
| 2013–2014                                             | Buffalo Sabres                                        | NHL                                                   | 70                            | 8                             | 14                            | 22                            | 14                            | —                             | —                             | —                             | —                             | —                             |                               |                               |                               |
| 2014–2015                                             | Buffalo Sabres                                        | NHL                                                   | 61                            | 15                            | 15                            | 30                            | 25                            | —                             | —                             | —                             | —                             | —                             |                               |                               |                               |
| 2015–2016                                             | Buffalo Sabres                                        | NHL                                                   | 71                            | 7                             | 11                            | 18                            | 20                            | —                             | —                             | —                             | —                             | —                             |                               |                               |                               |
| 2016–2017                                             | Buffalo Sabres                                        | NHL                                                   | 75                            | 7                             | 9                             | 16                            | 18                            | —                             | —                             | —                             | —                             | —                             |                               |                               |                               |
| 2017–2018                                             | Buffalo Sabres                                        | NHL                                                   | 71                            | 7                             | 8                             | 15                            | 26                            | —                             | —                             | —                             | —                             | —                             |                               |                               |                               |
| 2018–2019                                             | Buffalo Sabres                                        | NHL                                                   | 72                            | 5                             | 13                            | 18                            | 17                            | —                             | —                             | —                             | —                             | —                             |                               |                               |                               |
| 2019–2020                                             | Buffalo Sabres                                        | NHL                                                   | 66                            | 12                            | 7                             | 19                            | 10                            | —                             | —                             | —                             | —                             | —                             |                               |                               |                               |
| 2020–2021                                             | Buffalo Sabres                                        | NHL                                                   | Spelade ej på grund av skada. | Spelade ej på grund av skada. | Spelade ej på grund av skada. | Spelade ej på grund av skada. | Spelade ej på grund av skada. | Spelade ej på grund av skada. | Spelade ej på grund av skada. | Spelade ej på grund av skada. | Spelade ej på grund av skada. | Spelade ej på grund av skada. | Spelade ej på grund av skada. | Spelade ej på grund av skada. | Spelade ej på grund av skada. |
| 2021–2022                                             | Buffalo Sabres                                        | NHL                                                   | 56                            | 10                            | 8                             | 18                            | 27                            | —                             | —                             | —                             | —                             | —                             |                               |                               |                               |
| 2022–2023                                             | Buffalo Sabres                                        | NHL                                                   | 80                            | 10                            | 8                             | 18                            | 14                            | —                             | —                             | —                             | —                             | —                             |                               |                               |                               |
| NHL totalt                                            | NHL totalt                                            | NHL totalt                                            | 625                           | 81                            | 93                            | 174                           | 171                           | —                             | —                             | —                             | —                             | —                             |                               |                               |                               |
| USHL totalt                                           | USHL totalt                                           | USHL totalt                                           | 100                           | 45                            | 59                            | 104                           | 115                           | 13                            | 5                             | 7                             | 12                            | 8                             |                               |                               |                               |

### Internationellt
| Källa: Uppdaterad: 2023-01-31 | Källa: Uppdaterad: 2023-01-31 | Källa: Uppdaterad: 2023-01-31 |         | Utv = Utvisningsminuter | Utv = Utvisningsminuter | Utv = Utvisningsminuter | Utv = Utvisningsminuter | Utv = Utvisningsminuter |
| År                            | Lag                           | Mästerskap                    | Matcher | Mål                     | Assists                 | Poäng                   | Utv                     |                         |
| ----------------------------- | ----------------------------- | ----------------------------- | ------- | ----------------------- | ----------------------- | ----------------------- | ----------------------- | ----------------------- |
| 2010                          | Lettland                      | U18-VM                        | 6       | 1                       | 1                       | 2                       | 2                       |                         |
| 2011                          | Lettland                      | JVM D1                        | 5       | 4                       | 3                       | 7                       | 8                       |                         |
| 2012                          | Lettland                      | JVM                           | 6       | 2                       | 0                       | 2                       | 6                       |                         |
| 2013                          | Lettland                      | VM                            | 5       | 1                       | 0                       | 1                       | 0                       |                         |
| 2014                          | Lettland                      | OS                            | 5       | 1                       | 1                       | 2                       | 2                       |                         |
| 2014                          | Lettland                      | VM                            | 6       | 2                       | 0                       | 2                       | 29                      |                         |
| 2016                          | Lettland                      | VM                            | 7       | 1                       | 0                       | 1                       | 4                       |                         |
| 2017                          | Lettland                      | VM                            | 7       | 1                       | 1                       | 2                       | 0                       |                         |
| Junior totalt                 | Junior totalt                 | Junior totalt                 | 17      | 7                       | 4                       | 11                      | 16                      |                         |
| Senior totalt                 | Senior totalt                 | Senior totalt                 | 30      | 6                       | 2                       | 8                       | 35                      |                         |